# Unfinished Music No. 2: Life with the Lions
Unfinished Music No. 2: Life with the Lions (укр. Незакінчена музика № 2: Життя з Левами) — другий з трьох експериментальних альбомів авангардної музики Джона Леннона та Йоко Оно, що вийшов у травні 1969 року на лейблі Zapple, підлейблі Apple. Він став наступником дуже суперечливого альбому 1968 року «Незакінчена музика № 1: Дві Діви», за яким слідував «Весільний альбом». Альбом сягнув піку в США на 174 місці, на 50 позицій нижче, ніж попередній альбом. Альбом, назва якого є грою слів радіопередачі BBC «Життя з Лайонами», був записаний у лікарні Королеви Шарлотти в Лондоні та наживо в Кембриджському університеті, у листопаді 1968 та березні 1969 року відповідно. Кембриджський виступ, на який Оно була запрошена і на який вона привела Леннона, став другим спільним виступом Леннона і Оно. Кілька треків альбому були попередньо прослухані публікою завдяки журналу Aspen. Ремастеринг альбому відбувся у 1997 році.

## Передісторія
Серія «Незакінчена музика» Джона Леннона та Йоко Оно була спробою Леннона та Оно зробити запис їхнього спільного життя. Маючи на увазі «Грейпфрут» Оно, Леннон і Оно уявляли, що звук не був надрукований у канавках вінілу, а мав бути продуманий у свідомості слухача. Леннон описав «Незакінчену музику» як "пісню, яка говорить все, що ви хочете, щоб вона сказала. Це просто ми виражаємо себе так, як це робить дитина, знаєте, як би вона себе не почувала. Ми хочемо сказати: «Створюй свою власну музику. Це незакінчена музика». Кілька треків, що увійшли до альбому, вийшли у вигляді моно 8-дюймової квадратної платівки, яку роздавали разом із примірниками американського журналу Aspen. Платівка, на першій стороні якої здебільшого виступала Оно, а Леннон записав всю другу сторону як один трек, була відредагована Маріо Амайя, [nb 1] була записана в лікарні королеви Шарлотти. До того, як Леннон і Оно стали парою, організатор Ентоні Барнетт попросив Оно виступити на безкоштовному джазовому концерті в Леді Мітчелл Холі Кембриджського університету. Оно, яка збиралася скасувати свій виступ, Леннон вмовив її виступити. Леннон і Оно вперше виступили разом у фільмі «The Rolling Stones Rock and Roll Circus» гурту «Rolling Stone», де вони були частиною гурту «Брудний Мак».

## Запис та зміст
Для створення альбому були використані мистецькі концепції та практики флюксусу. Альбом відкривається імпровізованим записом під назвою «Cambridge 1969», записаним 2 березня 1969 року в Кембриджському університеті перед живою аудиторією, який став другим спільним виступом Леннона та Оно, але їхнім першим опублікованим виступом[nb 4] і першим виступом «Бітлз» без решти гурту з моменту формування їхнього основного складу. Твір займає всю першу сторону і складається з вокалу та крику Оно у супроводі електрогітарних партій Леннона. Наприкінці твору до Оно та Леннона приєднуються саксофоніст Джон Чікай та перкусіоніст Джон Стівенс. Протягом усього виступу Леннон стояв спиною до глядачів. Оригінальна версія твору була довшою. В інтерв'ю 2010 року для Cambridge News Чикай розповів, що концерт був розділений на дві частини: у першій виступали Леннон і Оно, а в другій — джазові імпровізатори. Як згадує Чікай, Леннон і Оно звернулися до музикантів: «Якщо ви хочете приєднатися до нас для імпровізації, будь ласка». Барнетт сказав, що Леннон «намагався показати себе і бути авангарднішим, ніж будь-хто в авангардній музиці».
Друга частина альбому була записана на касету в їхній палаті в лікарні Королеви Шарлотти в Лондоні. «No Bed for Beatle John» складається з Леннона і Оно, які співають текст вирізок з преси про себе, включаючи повідомлення про те, що лікарня не надала Леннону ліжко під час викидня Оно, і про те, що EMI відмовилася випускати "Незакінчену музику № 1 Two Virgins через її суперечливий рукав у стилі акапельного співу[nb 5] «Baby's Heartbeat» — це зациклений запис дитячої смертності, зроблений за допомогою мікрофона Nagra, на якому зафіксоване нещасливе серцебиття Джона Оно Леннона II. Вперше Оно згадала про дитячу смертність у своїй книзі «Грейпфрут», а потім у пісні «Greenfield Morning I Pushed an Empty Baby Carriage All Over the City» з альбому Yoko Ono/Plastic Ono Band. Далі йде «Two Minutes Silence», зроблена як данина композитору Джону Кейджу «4'33» в тому, що, подібно до авангардної композиції Кейджа, трек Леннона і Оно повністю мовчазний. Альбом завершується «Radio Play», яка включає звуки радіо з короткими моментами розмови Леннона і Оно та телефонного дзвінка Леннона на задньому плані. Відредагована версія цього запису вийшла на флексі-платівці, яку роздавали разом з Аспеном.
«Song for John», одна з пісень, що увійшла до флексі-платівки, має акордову прогресію, схожу на «Dear Prudence», у попурі з «Let's Go on Flying» та «Snow Is Falling All the Time». Вона була написана Оно ще до того, як вона зустріла Леннона. Все попурі було записано в лікарні королеви Шарлотти. На той час Оно хотіла підписати контракт на запис, і «Song for John» мала стати частиною її першого альбому. Оно прокоментувала: "Звукозаписна компанія запропонувала мені записати альбом моїх фрікових речей, однією з яких була «Пісня для Джона». Оно написала цю пісню, коли «думала про те, що хотіла б зустріти когось, хто міг би літати зі мною». Леннон став першою людиною, яка почула демо-запис, тож Оно «відчула сентиментальну причину, щоб назвати його Джоном». Пізніше Оно зробила ремейк пісні для свого альбому Approximately Infinite Universe. «Snow Is Falling All the Time», схожа на дитячу пісеньку, була перероблена як бі-сайд до «Happy Xmas (War Is Over)» під назвою «Listen, the Snow Is Falling». «Mum's Only Looking for Her Hand in the Snow», в якій Леннон грає на акустичній гітарі, є ранньою версією того, що згодом стане «Don't Worry Kyoko (Mummy's Only Looking for Her Hand in the Snow)». Пізніше ця версія була включена до видання Rykodisc «Весільного альбому Леннона та Оно».

## Реліз
Unfinished Music No.2: Life with the Lions вийшов 9 травня 1969 року у Великій Британії[nb 6] і 26 травня 1969 року в США[nb 7] на дочірньому лейблі Apple — Zapple. Хоча EMI не виступала дистриб'ютором Unfinished Music No.1: Two Virgins, вона зробила це для Unfinished Music No.2: Life with the Lions. Альбом так і не потрапив до хіт-параду у Великій Британії, але в США він досяг піку на 174 місці. Альбом розійшовся накладом близько 60 000 копій у США, тоді як у Великій Британії було продано близько 5 000 копій. Леннон був розчарований тим, що компанія Apple не надала жодної промоції альбому. Назва альбому є одночасно пародією на назву радіокомедії BBC «Life with Lyons» і відсиланням до преси, яка всюди слідувала за Ленноном і Оно. Оригінальна внутрішня обкладинка альбому була надрукована з назвами пісень та іменами музикантів для кожного треку. Альбом вийшов у Японії на лейблі Zapple;[nb 8] промо-видання альбому вийшло на червоному вінілі. Перевидання містило замість внутрішньої оболонки чотиристорінковий аркуш з текстами пісень[nb 9].
Обкладинка альбому з фотографією на обкладинці була зроблена Сьюзен Вуд, коли Оно був прикутий до ліжка в палаті 1 Другої Західної палати лікарні Королеви Шарлотти. На звороті обкладинки — фотографія, на якій Леннон і Оно виходять з поліцейської дільниці Мерілебон 19 жовтня 1968 року, після того, як їх заарештували за зберігання гашишу напередодні на Монтегю-сквер, 34, де мешкав Леннон. Пізніше цей арешт спричинив для Леннона проблеми з імміграційною службою США. На задній обкладинці альбому також містилася «цитата» від продюсера «Бітлз» Джорджа Мартіна: «Без коментарів». Після цього альбому пара випустила Весільний альбом у 1969 році. Незакінчена музика № 2: Life with the Lions був перевиданий на Rykodisc під керівництвом Оно з двома бонусними треками, «Song for John» і «Mulberry», 3 червня 1997 року.[nb 10] Альбом був перевиданий на LP, CD і в цифровому форматі лейблом Secretly Canadian 11 листопада 2016 року з бонусними треками і рідкісними фотографіями.

## Реакція та Критика Альбому
Одночасно Ед Ворд писав у Rolling Stone, що альбом був «повною нісенітницею» і «поганим смаком». Дописувач «Boston Sunday Globe» Грегорі Макдональд порадив читачам не купувати альбом і описав «Cambridge 1969» як такий, що нагадує «добре записаний комариний вокал». Алан Джонс з Lincolnshire Echo попереджав, що альбом варіюється «від Йоко, яка співає вирізки з газет високим котячим голосом, до Джона, який крутить ручку радіоприймача», і не радив купувати альбом тим, хто «має невеликий бюджет на купівлю платівок». Sault Star була прихильнішою, вважаючи, що її зміст і обкладинка «підсумовують весь рок як революційну силу». У рецензії для Cambridge Evening News Дуглас Олівер сказав, що кембриджський концерт був «дивним і моторошним. Не в поганому сенсі, а через те, що було так багато незвичних текстур. Музика жодного разу не стала заспокійливою. Це був надзвичайний досвід». Рецензент Record Mirror описав «Життя з левами» як «чудовий приклад того, як двоє молодих людей можуть розважатися без телебачення».
У ретроспективному огляді AllMusic Вільям Рульманн писав про Леннона та Оно: «Якщо, як вони припускали, їхнє життя було їхнім мистецтвом, то і це теж. Можливо». Сет Колтер Воллс з Pitchfork вважає альбом «менш ідилічним», ніж «Two Virgins», і пише, що хоча «Cambridge 1969» не «викликає найбільшого інтересу протягом своїх 26 хвилин», він показує, що успішніші виступи Оно працюють, тому що вони, як правило, виявляють, що вона «перемикає [свої] екстремальні текстури з більшою частотою». Рецензент Uncut Ніл Спенсер так само описав альбом як продукт «неспокійної фази в житті пари», але знайшов «Cambridge 1969» більш вражаючою, ніж інші треки, зазначивши: «Це був перший публічний виступ Леннона за межами „Бітлз“, і ви можете відчути, з яким задоволенням він виступав». Том Карсон з Entertainment Weekly описав альбом як «сумнозвісний косий» звуковий колаж. Мартін Стронг з «Великої рок-дискографії» сказав, що альбом продовжив «антикомерційний, вільний напрямок Леннона і Оно, пісні переважно записані на маленькому касетному плеєрі», а в «Енциклопедії популярної музики» Колін Ларкін сказав, що в альбомі Леннон продовжував «свій чудовий жарт над нами».

## Трек лист
Всі твори Джона Леннона та Йоко Оно.
Перша Частина
1. «Cambridge 1969» — 26:31

Друга Частина
1. «No Bed for Beatle John» — 4:41
2. «Baby's Heartbeat» — 5:10
3. «Two Minutes Silence» — 2:00
4. «Radio Play» — 12:35

CD бонусні треки
1. «Song for John» — 1:29
2. «Mulberry» — 8:47

## Музиканти
Нумерація треків стосується CD та цифрових версій альбому.
- Йоко Оно — вокал, Радіо
- Джон Леннон — вокал, гітара, Акустичний зворотний зв'язок
- Джон Чикайi — Саксофон (тільки в 1му треці)
- John Stevens — перкусія (тільки в 1му треці)
- Mal Evans — годинник (тільки в 1му треці)
- Джон Оно Леннон — серцебиття (тільки в 3трьох треках)

## Чарти
| Чарти (1969 року) | Позиція | Всього за тиждень |
| ----------------- | ------- | ----------------- |
| США Billboard 200 | 174     | 8                 |